# Taïyncha
Taïyncha (Тайынша, jusqu'en 1997: Krasnoarmeïsk, Красноармейск) est une ville du nord du Kazakhstan. Elle est le chef-lieu administratif du raïon de Taïyncha dépendant de l'oblast du Kazakhstan-Septentrional. Sa population s'élevait à 11 547 habitants en 2013.

## Histoire
Des colons paysans venus d'Ukraine s'installent entre 1903 et 1905 dans les environs. Ils s'installent d'abord au bord de la rivière Tchaglinka, mais les inondations du printemps 1908 les obligent à fonder un peu plus loin de nouveaux villages: Novo-Priretchnoïe, Mnogotsvetnoïe, Novo-Soukhotino. D'autres paysans se joignent à eux, mais la disette de 1911 les frappent durement. À partir de l'année suivante la situation s'améliore surtout avec la formation d'un marché et d'une petite foire. L'arrêt de la station de chemin de fer (il n'y a pas encore de gare) se nomme Taïyncha et date de 1922. Elle dessert les villages. Le train relie désormais l'endroit à Petropavlovsk et à Kokchetav (aujourd'hui Kokchetaou). Quelques baraques se construisent autour de l'arrêt du chemin de fer.
À partir de 1936, des déportations en masse de Soviétiques d'origine polonaise font venir dans la République socialiste soviétique kazakhe des centaines de milliers de personnes (en plus d'autres nationalités déportées). Taïyncha joue un certain rôle en tant que nœud ferroviaire. Des familles entières venues de Podolie y sont assignées. En 1941, c'est au tour des Allemands de Crimée.
En 1960, Novo-Soukhotino s'unit administrativement au quartier autour de la gare de Taïyncha sous le nom de Krasnoarmeïsk (nom dérivé d'Armée rouge). Des fabriques de meuble, des usines mécaniques, des usines de matériaux de construction, de béton, de verre, une fabrique de lait en poudre, etc. se construisent avec des immeubles à plusieurs étages.
L'ensemble reçoit le statut de ville en 1962. Quelques années après l'indépendance du Kazakhstan, un décret de 1997 du président de la république du Kazakhstan change son nom en Taïyncha. À partir des années 1990 également, des familles russophones d'origine allemande commencent à émigrer en Allemagne et d'autres nationalités émigrent aussi.
Une plaque commémorative a été installée à la gare en 2006 en mémoire des Polonais déportés depuis 1936 dans la région. En 2012, on y met une nouvelle inscription: Pamięci Polaków deportowanych w 1936 r. / Wdzięczni Kazachstanowi i narodowi kazachstańskiemu za współczucie, życzliwość i okazaną w ciężkich czasach pomoc.

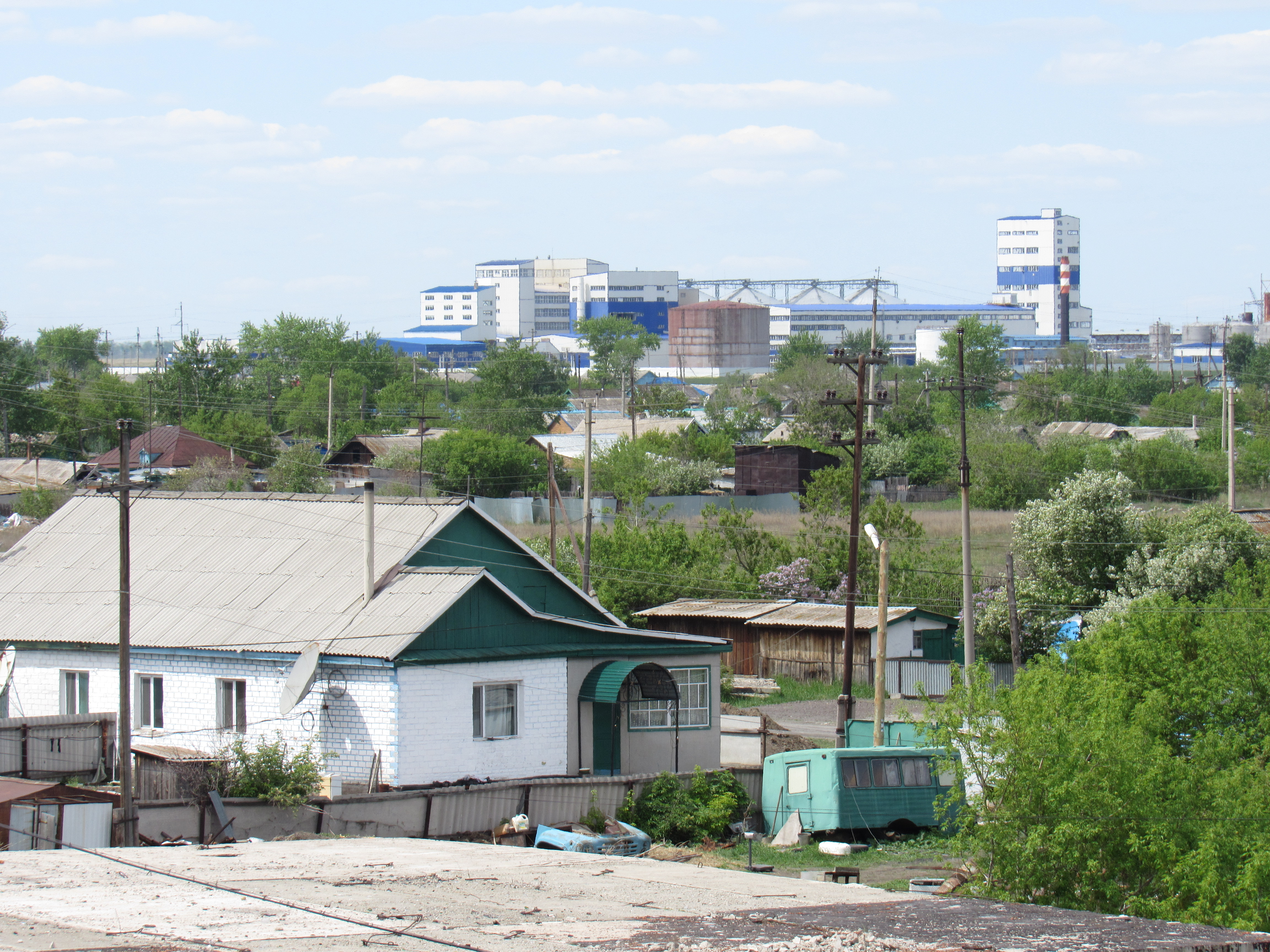

## Culte
La ville abrite une forte minorité catholique qui a construit son église (à la lisière de la ville) sous le vocable de la Sainte Famille. Mgr Józef Glemp, primat de Pologne, est venu ici en visite en, l'an 2000. Une première chapelle a été construite dans les années 1950 avant d'être fermée à plusieurs reprises. Plusieurs personnes sont arrêtées par les autorités communistes dont des prêtres venus évangéliser en cachette, comme le P. Kaszuba, franciscain. La situation commence à se normaliser à la fin des années 1970. La paroisse est enregistrée en 1975. Les premiers fondements de l'église actuelle sont creusés en 1989. Elle dépend aujourd'hui de l'archidiocèse d'Astana.

## Population
| Année | Habitants |
| ----- | --------- |
| 1959  | 10.028    |
| 1970  | 16.906    |
| 1979  | 15.425    |
| 1989  | 16.083    |
| 1999  | 13.233    |
| 2009  | 12.418    |
| 2013  | 11.547    |

## Personnalités
- Dimitrij Nazarov (né en 1990), joueur de football international